# 1954 w muzyce
Wydarzenia muzyczne w 1954 roku.

## Wydarzenia
- Założono zespoły:
  - The Drifters
  - The Everly Brothers
  - The Isley Brothers

## Urodzili się
- 1 stycznia – Marek Bychawski, polski kompozytor, trębacz jazzowy (zm. 2010)
- 4 stycznia – Peter Seiffert, niemiecki śpiewak operowy (tenor) (zm. 2025)
- 6 stycznia – Krzysztof Majchrzak, polski muzyk jazzowy, basista i kompozytor
- 11 stycznia – Roger Pomphrey, brytyjski gitarzysta i reżyser telewizyjny (zm. 2014)
- 13 stycznia
  - Bruno Coulais, francuski kompozytor, znany z tworzenia muzyki filmowej
  - Trevor Rabin, południowoafrykański muzyk rockowy, kompozytor
- 16 stycznia – Tadeusz Golachowski, polski saksofonista jazzowy i rozrywkowy, aranżer, stroiciel fortepianów (zm. 2008)
- 17 stycznia
  - Cheryl Bentyne, amerykańska wokalistka jazzowa, muzyk zespołu The Manhattan Transfer
  - Michal Kaznowski, brytyjski wiolonczelista i pedagog (zm. 2023)
  - Marian Narkowicz, polski muzyk rockowy, współzałożyciel grupy Cytrus i Korba (zm. 2012)
- 19 stycznia – Yumi Matsutōya, japońska piosenkarka muzyki rockowej, kompozytorka, autorka tekstów i pianistka
- 20 stycznia – Ken Page, amerykański aktor musicalowy (teatralny), filmowy i wokalista kabaretowy (zm. 2024)
- 24 stycznia – Glenn Worf, amerykański gitarzysta basowy, popularny muzyk studyjny
- 27 stycznia – Marinko Rokvić, serbski piosenkarz (zm. 2021)
- 1 lutego
  - Mike Campbell, amerykański gitarzysta rockowy, muzyk zespołu Tom Petty and the Heartbreakers
  - Sławomir Gołaszewski, polski filozof kultury, poeta, kompozytor, muzyk, dziennikarz i felietonista (zm. 2015)
  - Wojciech Soporek, polski dziennikarz, tłumacz, autor muzycznych audycji radiowych
- 6 lutego
  - Janusz Jędrzejewski, polski kompozytor, twórca muzyki poważnej i rozrywkowej (zm. 2009)
  - Scott Kempner, amerykański gitarzysta (zm. 2023)
  - Nenad Milosavljević, serbski piosenkarz, muzyk, kompozytor i polityk
- 7 lutego – Dieter Bohlen, niemiecki muzyk, kompozytor duetu Modern Talking i wokalista Blue System
- 10 lutego – Carita Holmström, fińska piosenkarka, pianistka i autorka tekstów, reprezentująca jazz oraz muzykę poważną
- 12 lutego – Tzimis Panousis, grecki muzyk-kontestator, wokalista i artysta kabaretowy stand-up (zm. 2018)
- 14 lutego – Lenka Filipová, czeska piosenkarka, gitarzystka, kompozytorka i tekściarka
- 16 lutego – Jeff Clayton, amerykański saksofonista i flecista jazzowy (zm. 2020)
- 17 lutego – Andrzej Olejniczak, polski saksofonista jazzowy, kompozytor, aranżer, wykładowca
- 18 lutego – John Travolta, amerykański aktor, piosenkarz i artysta estradowy
- 19 lutego – Francis Buchholz, niemiecki gitarzysta basowy, były muzyk grupy Scorpions
- 20 lutego – Tom Whitlock, amerykański muzyk i autor tekstów (zm. 2023)
- 25 lutego – John Doe, amerykański muzyk punkrockowy, wokalista i gitarzysta basowy
- 27 lutego – Grażyna Świtała, polska piosenkarka i kompozytorka (zm. 2003)
- 28 lutego – Suzana Frashëri, albańska śpiewaczka operowa (sopran)
- 1 marca – Lorraine Hunt Lieberson, amerykańska śpiewaczka operowa (sopran i mezzosopran) (zm. 2006)
- 4 marca – Boris Moisiejew, rosyjski i białoruski muzyk oraz choreograf (zm. 2022)
- 5 marca – Steve Prestwich, angielski muzyk rockowy, perkusista australijskiej grupy Cold Chisel (zm. 2011)
- 7 marca – Andrzej Bieniasz, polski muzyk, gitarzysta, kompozytor i autor tekstów, członek zespołów Düpą i Püdelsi (zm. 2021)
- 8 marca – Bob Brozman, amerykański gitarzysta i etnomuzykolog (zm. 2013)
- 9 marca – Małgorzata Bratek, polska piosenkarka, gitarzystka, kompozytorka z kręgu poezji śpiewanej, dziennikarka, pedagog muzyczny, muzykolog
- 10 marca
  - Didier Barbelivien, francuski kompozytor, piosenkarz oraz autor tekstów piosenek
  - Tina Charles, angielska piosenkarka pop i disco
- 12 marca – Chris Needs, walijski pianista i prezenter radiowy (zm. 2020)
- 13 marca – Marek Stefankiewicz, polski instrumentalista klawiszowy
- 14 marca – Bożena Muszkalska, polska etnomuzykolog, profesor nauk humanistycznych
- 15 marca – Marek Tercz, polski poeta, pieśniarz, bard, kompozytor
- 16 marca – Nancy Wilson, amerykańska piosenkarka i gitarzysta rockowa, muzyk grupy Heart
- 18 marca – Roman Frankl, polski aktor, piosenkarz i kompozytor
- 23 marca – Magdalena Długosz, polska kompozytorka i pedagog
- 24 marca
  - Marek Niedźwiecki, polski dziennikarz muzyczny
  - Rafael Orozco Maestre, kolumbijski piosenkarz i kompozytor, wykonywał muzykę latynoamerykańską (zm. 1992)
- 27 marca – Paolo Vinaccia, włoski kompozytor, perkusista i perkusjonista jazzowy (zm. 2019)
- 28 marca – Paweł Szymański, polski kompozytor współczesny
- 1 kwietnia
  - Armando Gama, portugalski piosenkarz i autor piosenek (zm. 2022)
  - Jeff Porcaro, amerykański perkusista sesyjny (zm. 1992)
- 2 kwietnia
  - Jerzy Dobrzyński, polski kompozytor muzyki rozrywkowej, aranżer, multiinstrumentalista
  - Susumu Hirasawa, japoński kompozytor, twórca muzyki elektronicznej, gitarzysta i wokalista
- 3 kwietnia
  - Chuck Deardorf, amerykański basista jazzowy (zm. 2022)
  - Heidi Zink, niemiecka muzyk folkowa (zm. 2013)
- 4 kwietnia – Michel Camilo, amerykański pianista i kompozytor jazzowy
- 27 kwietnia – Leszek Wójtowicz, polski poeta, pieśniarz, gitarzysta i kompozytor związany z Piwnicą pod Baranami
- 29 kwietnia
  - Janusz Łakomiec, polski gitarzysta rockowy, muzyk zespołu Mech (zm. 2024)
  - Masaaki Suzuki, japoński organista, klawesynista i dyrygent
- 30 kwietnia – Wiesław Chorosiński, polski altowiolista, pedagog, organista i dyrygent
- 1 maja
  - Juro Mětšk, niemiecki kompozytor pochodzenia serbołużyckiego (zm. 2022)
  - Ray Parker Jr., amerykański gitarzysta, autor tekstów i kompozytor
- 2 maja
  - Angela Bofill, amerykańska piosenkarka i autorka tekstów (zm. 2024)
  - Elliot Goldenthal, amerykański kompozytor muzyki filmowej, teatralnej i poważnej
- 4 maja – Pia Zadora, amerykańska aktorka filmowa i piosenkarka
- 6 maja – Małgorzata Sznicer, polska dziennikarka, animator kultury, propagatorka i menedżer muzyki poważnej i literatury, autorka tekstów pieśni
- 8 maja – Phil Wiggins, amerykański harmonijkarz ustny, bluesman; muzyk duetu Cephas & Wiggins (zm. 2024)
- 10 maja – Barrington Pheloung, australijski kompozytor (zm. 2019)
- 13 maja – Johnny Logan, irlandzki piosenkarz i kompozytor, zwycięzca Konkursu Piosenki Eurowizji 1980
- 14 maja – Jerzy Kawalec, gitarzysta basowy i kompozytor (zm. 2003)
- 15 maja – Janusz Stokłosa, polski pianista i kompozytor
- 21 maja – Marc Ribot, amerykański gitarzysta i kompozytor
- 22 maja
  - Věra Bílá, czeska piosenkarka pochodzenia romskiego (zm. 2019)
  - Jimmy Riley, jamajski muzyk (zm. 2016)
  - Leszek Winder, polski muzyk bluesowy, gitarzysta i kompozytor
- 25 maja – Sudirman, malezyjski piosenkarz, kompozytor, aktor, pisarz i publicysta (zm. 1992)
- 31 maja – Vicki Sue Robinson, amerykańska aktorka i piosenkarka (zm. 2000)
- 4 czerwca – Raphael Ravenscroft, brytyjski saksofonista, kompozytor (zm. 2014)
- 5 czerwca – Peter Erskine, amerykański perkusista jazzowy
- 7 czerwca – Andrzej Pikul, polski pianista i pedagog
- 8 czerwca
  - Greg Ginn, amerykański gitarzysta, autor piosenek i wokalista, współtwórca i lider punkrockowego zespołu Black Flag
  - Marios Tokas, cypryjski i grecki kompozytor, pianista, gitarzysta, wokalista, twórca muzyki filmowej i teatralnej (zm. 2008)
- 9 czerwca – Paul Chapman, walijski gitarzysta rockowy, członek zespołu UFO (zm. 2020)
- 11 czerwca
  - Alexander Bălănescu, rumuński skrzypek i kompozytor
  - Johnny Neel, amerykański muzyk rockowy, klawiszowiec zespołu The Allman Brothers Band (zm. 2024)
- 13 czerwca – Antonina Krzysztoń, polska piosenkarka, kompozytorka i autorka tekstów
- 14 czerwca – Andrzej Dziubek, polski muzyk i wokalista, lider zespołu De Press
- 16 czerwca – Paweł Radziński, polski skrzypek; profesor sztuk muzycznych
- 17 czerwca – Romuald Jakubowski, polski dziennikarz muzyczny, prezenter Polskiego Radia
- 19 czerwca – Lou Pearlman, amerykański menedżer muzyczny (zm. 2016)
- 20 czerwca
  - Michael Anthony, amerykański gitarzysta basowy, w latach 1974–2006 członek hardrockowej grupy Van Halen
  - Karlheinz Brandenburg, niemiecki inżynier dźwięku
- 21 czerwca – Augustus Pablo, jamajski muzyk i producent muzyczny, znany twórca roots reggae i dub (zm. 1999)
- 22 czerwca – Piotr Michera, polski skrzypek jazz-rockowy, rozrywkowy i klasyczny
- 24 czerwca – Ryszard Styła, polski gitarzysta jazzowy, muzyk sesyjny
- 1 lipca – Keith Whitley, amerykański piosenkarz country (zm. 1989)
- 3 lipca
  - Vladimír Hirsch, czeski awangardowy kompozytor i instrumentalista
  - Louis Sarno, amerykański muzykolog i pisarz (zm. 2017)
- 4 lipca – Andrzej Poniedzielski, polski poeta, bard, konferansjer
- 5 lipca – Tadeusz Wielecki, polski kompozytor i kontrabasista, popularyzator muzyki
- 9 lipca – Barry Coope, angielski wokalista folkowy, członek zespołu Coope Boyes and Simpson (zm. 2021)
- 10 lipca – Neil Tennant, brytyjski wokalista, lider grupy Pet Shop Boys
- 11 lipca
  - Jan Błędowski, polski skrzypek, kompozytor, założyciel i wieloletni lider grupy Krzak
  - Ryszard Olesiński, polski muzyk, gitarzysta, członek zespołu Maanam (zm. 2025)
- 18 lipca – Ken Laszlo, właśc. Gianni Laszlo Coraini, włoski muzyk nurtu italo disco i euro disco
- 22 lipca – Al Di Meola, amerykański gitarzysta jazzowy
- 23 lipca – Philip Burrell, jamajski producent muzyczny (zm. 2011)
- 24 lipca – Christie Allen, australijska wokalistka pop (zm. 2008)
- 28 lipca – Steve Morse, amerykański gitarzysta rockowy
- 7 sierpnia – Rajko Dujmić, chorwacki muzyk i kompozytor (zm. 2020)
- 9 sierpnia – Zbigniew Wegehaupt, polski kontrabasista jazzowy (zm. 2012)
- 11 sierpnia – Joe Jackson, angielski muzyk i piosenkarz rockowy i jazzowy
- 12 sierpnia – Pat Metheny, amerykański gitarzysta jazzowy
- 14 sierpnia – Marek Surzyn, polski perkusista rockowy
- 15 sierpnia – Dennis González, amerykański trębacz jazzowy (zm. 2022)
- 17 sierpnia – Eric Johnson, amerykański gitarzysta-wirtuoz, kompozytor i wokalista
- 23 sierpnia – Jerry Gordon, amerykański gitarzysta jazzowy (zm. 2012)
- 24 sierpnia – Krzysztof Ścierański, polski gitarzysta basowy
- 25 sierpnia – Elvis Costello, angielski muzyk rockowy, piosenkarz, kompozytor
- 7 września – Sergio Rendine, włoski kompozytor (zm. 2023)
- 12 września – Zbigniew Macias, polski śpiewak operowy (baryton) i musicalowy, aktor i reżyser
- 14 września – Yockie Suryoprayogo, indonezyjski muzyk, aranżer, kompozytor i klawiszowiec (zm. 2018)
- 21 września – Phil Taylor, angielski perkusista rockowy, muzyk metalowej grupy Motörhead (zm. 2015)
- 23 września – John Baker Saunders, amerykański basista rockowy (zm. 1999)
- 25 września
  - Apostolis Anthimos, polski gitarzysta rockowy i jazzowy, kompozytor
  - Jacek Skubikowski, polski piosenkarz, gitarzysta, kompozytor i autor tekstów (zm. 2007)
- 27 września – Dmitrij Sitkowiecki, amerykański skrzypek i dyrygent pochodzenia rosyjskiego
- 28 września – George Lynch, amerykański gitarzysta hardrockowy
- 29 września – Michał Giercuszkiewicz, polski perkusista bluesowy (zm. 2020)
- 30 września – Basia, polska piosenkarka
- 3 października – Stevie Ray Vaughan, amerykański gitarzysta blues rockowy (zm. 1990)
- 10 października
  - Václav Patejdl, słowacki piosenkarz i kompozytor, muzyk zespołu Elán (zm. 2023)
  - David Lee Roth, amerykański wokalista, aktor, muzyk i kompozytor; muzyk zespołu Van Halen
- 16 października – Tim Berne, amerykański muzyk jazzowy, kompozytor i saksofonista
- 17 października – Lidia Stanisławska, polska piosenkarka i dziennikarka
- 18 października – Dominique Lawalrée, belgijski kompozytor (zm. 2019)
- 24 października – Amadou Bagayoko, malijski muzyk i piosenkarz duetu Amadou & Mariam (zm. 2025)
- 25 października – Steve Brown, brytyjski kompozytor, auto tekstów, producent, aranżer (zm. 2024)
- 30 października
  - Tom Browne, amerykański trębacz jazzowy
  - Krystyna „Gayga” Stolarska, polska piosenkarka, kompozytor, aranżer i skrzypaczka (zm. 2010)
- 1 listopada – Krzysztof Przybyłowicz, polski perkusista i perkusjonista jazzowy, kompozytor, pedagog
- 3 listopada – Adam Ant, brytyjski wokalista i gitarzysta rockowy
- 6 listopada – Mango, włoski piosenkarz i autor piosenek (zm. 2014)
- 7 listopada – Robin Beck, amerykańska piosenkarka
- 8 listopada – Jadwiga Teresa Stępień, polska śpiewaczka operowa (mezzosopran)
- 13 listopada – Gintautas Kėvišas, litewski pianista, działacz kulturalny i polityk
- 14 listopada – Yanni, grecki kompozytor New Age
- 19 listopada – Krystyna Giżowska, polska piosenkarka
- 22 listopada – Wojciech Staroniewicz, polski saksofonista i kompozytor
- 23 listopada
  - Martin Haselböck, austriacki organista i dyrygent
  - Bruce Hornsby, amerykański muzyk rockowy i jazzowy, wokalista, pianista i kompozytor
- 24 listopada – Clem Burke, właśc. Clement Anthony Bozewski, amerykański perkusista, jeden z pierwszych członków punk-rockowego zespołu Blondie (zm. 2025)
- 5 grudnia – Peter Dachert, amerykański basista, członek zespołu Tuxedomoon (zm. 2017)
- 8 grudnia – Buster Stiggs, nowozelandzki perkusista rockowy (zm. 2018)
- 9 grudnia
  - Steve Rodby, amerykański kontrabasista jazzowy
  - Jack Sonni, amerykański gitarzysta rockowy, członek zespołu Dire Straits (zm. 2023)
  - Krzysztof Woliński, polski gitarzysta jazzowy i kompozytor
- 11 grudnia – Jermaine Jackson, amerykański piosenkarz The Jackson 5
- 13 grudnia – Jeff Chance, amerykański piosenkarz country (zm. 2008)
- 16 grudnia
  - Karol Gołębiowski, polski organista i pedagog
  - Marco Frisina, włoski kompozytor i dyrygent, ksiądz katolicki, Prałat Honorowy Jego Świątobliwości
- 18 grudnia – Uli Jon Roth, niemiecki gitarzysta, muzyk zespołu Scorpions
- 19 grudnia
  - John Russell, angielski gitarzysta akustyczny (zm. 2021)
  - Sławomir Telka, polski muzyk; kompozytor, pianista, perkusista
- 22 grudnia – Vinko Coce, chorwacki śpiewak operowy (tenor) (zm. 2013)
- 25 grudnia – Annie Lennox, szkocka wokalistka, kompozytorka i instrumentalistka Eurythmics
- 29 grudnia – Roger Voudouris, amerykański piosenkarz, autor tekstów i gitarzysta (zm. 2003)

Data dzienna nieznana
- Keith LeBlanc, amerykański perkusista i producent nagrań (zm. 2024)

## Zmarli
- 10 stycznia – Fred Raymond, austriacki twórca piosenek i kompozytor operetkowy (ur. 1900)
- 11 stycznia – Oscar Straus, austriacki kompozytor operetkowy (ur. 1870)
- 2 lutego – Theodor Rogalski, rumuński kompozytor i dyrygent (ur. 1901)
- 8 lutego – Jan Adam Maklakiewicz, polski kompozytor, dyrygent i krytyk muzyczny (ur. 1899)
- 14 lutego – Janusz Miketta, polski muzykolog i pedagog, organizator życia muzycznego (ur. 1890)
- 3 marca – Noel Gay, brytyjski kompozytor (ur. 1898)
- 13 marca – Ludomir Michał Rogowski, polski kompozytor i dyrygent (ur. 1881)
- 19 marca – Walter Braunfels, niemiecki kompozytor, pianista i pedagog muzyczny (ur. 1882)
- 5 kwietnia – Claude Delvincourt, francuski pianista i kompozytor muzyki poważnej (ur. 1888)
- 15 kwietnia – Feliks Wrobel, polski kompozytor, teolog i pedagog (ur. 1894)
- 16 maja – Clemens Krauss, austriacki kompozytor i dyrygent (ur. 1893)
- 19 maja – Charles Ives, amerykański kompozytor (ur. 1874)
- 22 maja – Helena Morsztynówna, polska pianistka (ur. 1888 lub 1887)
- 25 czerwca – Francis Casadesus, francuski dyrygent, kompozytor i skrzypek (ur. 1870)
- 27 czerwca – Jonas Bendorius, litewski kompozytor, dyrygent i pedagog (ur. 1889)
- 30 czerwca – Georg Hartmann, niemiecki dyrygent, poeta, twórca pieśni i muzyki teatralnej (ur. 1887)
- 9 lipca – Jean Roger-Ducasse, francuski kompozytor i pedagog (ur. 1873)
- 16 lipca – Herms Niel, niemiecki kompozytor muzyki marszowej (ur. 1888)
- 13 sierpnia – Hermann Wolfgang von Waltershausen, niemiecki kompozytor i pedagog (ur. 1882)
- 10 września – Peter Anders, niemiecki śpiewak operowy (tenor) (ur. 1908)
- 29 września – Alfred Gradstein, polski kompozytor (ur. 1904)
- 5 października – Florent Alpaerts, belgijski kompozytor (ur. 1876)
- 6 października – Hakon Børresen, duński kompozytor (ur. 1876)
- 27 października – Franco Alfano, włoski kompozytor i pianista (ur. 1876)
- 21 listopada – Karol Rathaus, polski kompozytor, pianista i pedagog żydowskiego pochodzenia (ur. 1895)
- 24 listopada – Boris Hambourg, rosyjski wiolonczelista (ur. 1885)
- 30 listopada – Wilhelm Furtwängler, niemiecki dyrygent i kompozytor (ur. 1886)
- 21 grudnia – Jakub Bylczyński, polski pedagog, krytyk muzyczny, publicysta i działacz patriotyczny (ur. 1881)
- 29 grudnia – Bolesław Fotygo-Folański, polski aktor, solista operowy i operetkowy, reżyser operowy (ur. 1883)
- 30 grudnia – Adam Wyleżyński, polski skrzypek, dyrygent i pedagog muzyczny (ur. 1880)

## Albumy
- polskie
- zagraniczne
  - And I Thought About You – Patti Page
  - Clap Yo' Hands – The Four Lads
  - Crew Cut Capers – The Crew-Cuts
  - Favorite Songs – The Ames Brothers
  - Guy Mitchell Sings – Guy Mitchell
  - In The Wee Small Hours – Frank Sinatra
  - Irving Berlin Favorites – Eddie Fisher
  - It Must Be True – The Ames Brothers
  - Louis Armstrong And The Mills Brothers – Louis Armstrong & The Mills Brothers
  - Louis Armstrong Plays W. C. Handy – Louis Armstrong
  - The Man That Got Away – Georgia Gibbs
  - Meet The Mills Brothers – The Mills Brothers
  - Mr. Rhythm – Frankie Laine
  - My Heart’s In The Highland – Jo Stafford
  - Romance On The Range – Patti Page
  - Some Fine Old Chestnuts – Bing Crosby
  - Bing Sings the Hits – Bing Crosby
  - Selections from Irving Berlin’s White Christmas – Bing Crosby, Danny Kaye, Trudy Stevens oraz Peggy Lee
  - Bing: A Musical Autobiography – Bing Crosby
  - Song Souvenirs – Patti Page
  - Songs For Young Lovers – Frank Sinatra
  - Souvenir Album – The Mills Brothers
  - Swing Easy – Frank Sinatra
  - Till I Waltz Again With You – Teresa Brewer

## Muzyka poważna

### Opera
- Benjamin Britten – Turn of the Screw
- Aaron Copland – The Tender Land
- Bohuslav Martinů – Mirandolina
- Jerome Moross – The Golden Apple
- Arnold Schönberg – Moses und Aron

## Musicale
- 14 października – odbyła się premiera filmu Białe Boże Narodzenie w reżyserii Michaela Curtiza, w którym występują Bing Crosby, Danny Kaye, Rosemary Clooney i Vera-Ellen.